# Jared Jeffries
Jared Scott Carter Jeffries (Bloomington, 25 de novembro de 1981) é um ex-basquetebolista profissional norte-americano que atuava como ala-pivô na NBA.

## Estatísticas

### Temporada regular
| Ano     | Equipe     | PJ  | PT  | MPP  | %TC  | %3P  | %TL  | RPP | APP | ROB | TPP | PPP |
| ------- | ---------- | --- | --- | ---- | ---- | ---- | ---- | --- | --- | --- | --- | --- |
| 2002–03 | Washington | 20  | 1   | 14.6 | .476 | .500 | .552 | 2.9 | .8  | .4  | .2  | 4.0 |
| 2003–04 | Washington | 82  | 38  | 23.3 | .377 | .167 | .614 | 5.2 | 1.1 | .6  | .3  | 5.7 |
| 2004–05 | Washington | 77  | 71  | 26.1 | .468 | .314 | .584 | 4.9 | 2.0 | .9  | .4  | 6.8 |
| 2005–06 | Washington | 77  | 77  | 25.3 | .451 | .320 | .589 | 4.9 | 1.9 | .8  | .6  | 6.4 |
| 2006–07 | New York   | 55  | 43  | 23.8 | .461 | .100 | .456 | 4.3 | 1.2 | .8  | .6  | 4.1 |
| 2007–08 | New York   | 73  | 19  | 18.2 | .400 | .160 | .527 | 3.3 | .9  | .5  | .3  | 3.7 |
| 2008–09 | New York   | 56  | 36  | 23.4 | .440 | .083 | .611 | 4.1 | 1.4 | .8  | .6  | 5.3 |
| 2009–10 | New York   | 52  | 37  | 28.1 | .443 | .323 | .645 | 4.3 | 1.6 | 1.0 | 1.1 | 5.5 |
| 2009–10 | Houston    | 18  | 0   | 18.4 | .429 | .111 | .556 | 3.6 | 1.0 | .5  | .7  | 4.9 |
| 2010–11 | Houston    | 18  | 0   | 7.7  | .306 | .167 | .400 | 1.9 | .6  | .4  | .2  | 1.5 |
| 2010–11 | New York   | 24  | 9   | 19.3 | .380 | .333 | .421 | 3.4 | 1.0 | 1.0 | .6  | 2.0 |
| 2011-12 | New York   | 39  | 4   | 18.7 | .410 | .188 | .681 | 3.9 | .7  | .7  | .6  | 4.4 |
| 2012-13 | Portland   | 38  | 0   | 9.2  | .296 | .000 | .522 | 1.6 | .4  | .2  | .2  | 1.2 |
| Total   |            | 629 | 335 | 21.6 | .426 | .250 | .583 | 4.1 | 1.3 | .7  | .5  | 4.8 |

### Playoffs
| Ano   | Equipe     | PJ | PT | MPP  | %TC  | %3P  | %TL  | RPP | APP | ROB | TPP | PPP |
| ----- | ---------- | -- | -- | ---- | ---- | ---- | ---- | --- | --- | --- | --- | --- |
| 2005  | Washington | 10 | 10 | 24.7 | .490 | .500 | .765 | 4.1 | 1.8 | .9  | .9  | 6.4 |
| 2006  | Washington | 6  | 6  | 35.8 | .395 | .143 | .765 | 6.2 | 1.5 | .2  | 1.2 | 8.0 |
| 2011  | New York   | 4  | 0  | 21.3 | .478 | .000 | .750 | 5.0 | .3  | .8  | 1.8 | 6.3 |
| 2012  | New York   | 5  | 0  | 6.8  | .167 | .000 | .000 | 2.4 | .0  | .2  | .0  | .4  |
| Total |            | 25 | 16 | 23.2 | .438 | .308 | .763 | 4.4 | 1.1 | .6  | .9  | 5.6 |